# Вен-Труа, Андре
Андре Арман Вен-Труа (фр. André Armand Vingt-Trois; 7 ноября 1942, Париж, Франция — 18 июля 2025, там же) — французский кардинал. Титулярный епископ Тибили и вспомогательный епископ Парижа с 25 июня 1988 по 21 апреля 1999. Архиепископ Тура с 21 апреля 1999 по 11 февраля 2005. Архиепископ Парижа с 11 февраля 2005 по 7 декабря 2017. Председатель конференции католических епископов Франции с 5 ноября 2007 по 17 апреля 2013. Кардинал-священник с титулом церкви Сан-Луиджи-деи-Франчези с 24 ноября 2007.

## Ранняя жизнь и образование
Андре Арман Вен-Труа родился 7 ноября 1942 года, в Париже в семье Армана и Полетт (в девичестве Вюллами) Вен-Труа. Фамилия в переводе с французского означает «двадцать три». Закончил своё школьное образование в лицее Генриха IV и поступил в семинарию Сен-Сульпис в Исси-ле-Мулине в 1962. Получил лиценциат в моральном богословии в Католическом институте Парижа. С 1964 года по 1965 год проходил военную службу в Германии.

## Священник
В октябре 1968 года Андре Вен-Труа был рукоположён в диаконы Даниэлем Пезерелем, титулярным епископом Репери, вспомогательным епископом Парижа, а 28 июня 1969 года был рукоположён в священники кардиналом Франсуа Марти — архиепископом Парижа.
В период 1969—1974 годах особое внимание уделял приходской катехизации и образованию мирян. С 1974 года по 1981 год Вен-Труа был викарием в парижском приходе Сен-Жанна де Шанталь. Тогда же работал директором своей alma mater, семинарии Сен-Сульпис в Исси-ле-Мулине. С 1981 года по 1988 год преподавал там богословие.
Вен-Труа участвовал в различных пасторских движениях, включая Centre de Priparation au Marriage. Позднее он был назначен генеральным викарием Парижа, в его ведение были переданы епархиальное образование, средства массовой информации, работа с семьями, и катехизация.

## Епископ
25 июня 1988 года Вен-Труа был назначен вспомогательным епископом Парижа и титулярным епископом Тибили папой римским Иоанном Павлом II. Епископская хиротония состоялась 14 октября 1988 года в кафедральном соборе Парижа Нотр-Дам де Пари, главным консекратором был кардинал Жана-Мари Люстиже, которому сослужили Даниэль Пезерель — титулярный епископ Репери, вспомогательный епископ Парижа и Габриэль Ванель — епископ Оша.
21 апреля 1999 года Вен-Труа был назначен архиепископом Тура, а 11 февраля 2005 года архиепископом Парижа. Был официально введён в должность в Париже 5 марта, 14 марта назначен ординарием для французских католиков восточных обрядов. 5 ноября 2007 года был избран председателем французской епископской конференции на трехлетний срок, а в 2010 году переизбран и занимал пост вплоть до 17 апреля 2013 года.

## Кардинал
Папа римский Бенедикт XVI возвёл его в кардиналы-священники с титулом церкви Сан-Луиджи-деи-Франчези на консистории от 24 ноября 2007 года. Вен-Труа имел право участвовать в любых будущих конклавах, до достижения возраста восьмидесяти лет -до 7 ноября 2022 года.
12 июня 2008 года в дополнение к своим основным обязанностям был назначен Бенедиктом XVI членом конгрегаций Римской курии: Конгрегации по делам Епископов и Папского Совета по делам Семьи.
Участник Конклава 2013 года.
7 декабря 2017 года Папа Франциск принял отставку кардинала Андре Вен-Труа с поста архиепископа Парижа.
Умер 18 июля 2025 года в возрасте 82 лет.

## Разное
Его фамилия означает по-французски «двадцать три». Происхождение фамилии, возможно, связано с тем, что кто-то из предков в детстве был потерян и обнаружен 23 числа какого-либо месяца.